# Shizishan
Der Stadtbezirk Shizishan (chin. 獅子山區 / 狮子山区 Pinyin Shīzishān Qū) ist ein Stadtbezirk der bezirksfreien Stadt Tongling (銅陵市 / 铜陵市) in der Provinz Anhui der Volksrepublik China. Er hat eine Fläche von 52,7 km² und zählt ca. 70.000 Einwohner (2004).

## Administrative Gliederung
Auf Gemeindeebene setzt sich der Stadtbezirk aus vier Straßenvierteln und einer Großgemeinde zusammen. Diese sind:
- Straßenviertel Shizishan (chin. 獅子山街道 / 狮子山街道 Pinyin Shīzishān Jiēdào)
- Straßenviertel Xinmiao (chin. 新廟街道 / 新庙街道 Pinyin Xīnmiào Jiēdào)
- Straßenviertel Jishan (chin. 磯山街道 / 矶山街道 Pinyin Jīshān Jiēdào)
- Straßenviertel Fenghuangshan (chin. 鳳凰山街道 / 凤凰山街道 Pinyin Fènghuángshān Jiēdào)

- Großgemeinde Xihu (chin. 西湖鎮 / 西湖镇 Pinyin Xīhú Zhèn)